# Lev Chernyi
Pável Dimítrievich Turchanínov (em russo:   Павел Дмитриевич Турчанинов, data e local de nascimento desconhecidos, falecido em 21 de setembro de 1921), conhecido pelo pseudônimo de Lev Chernyi (Лев Чёрный), foi um teórico anarquista, ativista e poeta russo, figura de destaque na Terceira Revolução Russa. Inicialmente anarcoindividualista, rejeitou o anarcocomunismo interpretando-o como uma ameaça à liberdade individual. Foi preso em 1907 pelo regime imperial russo por conta de suas atividades revolucionárias. Em 1917, Chernyi foi libertado de sua prisão política, e rapidamente tornou-se uma das principais figuras do anarquismo russo. Após denunciar veementemente o novo governo bolchevique em publicações anarquistas e unir-se a vários movimentos de resistência clandestinos, Chernyi foi preso pela Cheka sob a acusação de falsificação e em 1921 foi executado sem julgamento.

## Início da vida, filosofia e prisão
Chernyi nasceu Pável Dimítrievich Turchanínov, filho de um coronel do exército. Um "déclassé intelectual" que o  historiador anarquista Paul Avrich compara com Volin, Chernyi defendeu uma nietzschiana derrubada dos valores da sociedade burguesa russa, e rejeitou as comunas voluntárias propostas pelo anarcocomunista Piotr Kropotkin, interpretando-as como uma ameaça à liberdade individual.
Em seu livro intitulado Anarquismo associativo (Associational Anarchism), publicado em 1907, Chernyi defendia a "livre associação de indivíduos independentes". Estudiosos como Paul Avrich e Allan Antliff, interpretaram que esta sua visão da sociedade foi fortemente influenciada pelo anarquismo individualista de Max Stirner e Benjamin Tucker. Após a publicação do livro, Chernyi foi preso na Sibéria pelo regime czarista russo por suas atividades revolucionárias.

## Retorno a Moscou e oposição aos bolcheviques
Em seu retorno da Sibéria em 1917, Chernyi gozava de grande popularidade como conferencista entre os trabalhadores de Moscou e era um dos líderes dos anarquistas individualistas da Rússia e um dos principais ideólogos do anarquismo daquele país.  Ele foi o secretário e líder teórico da Federação dos Grupos Anarquistas de Moscou, que foi formada em março de 1917 após a abdicação do czar Nicolau II, e era preocupado principalmente com a divulgação de propaganda para classes mais pobres de Moscou.
Com conhecimento pessoal de Lev Kamenev e outros líderes bolcheviques, Chernyi denunciou a nascente República Soviética da Rússia em um comício em 5 de março de 1918, declarando que para os anarquistas, o Estado socialista era um inimigo igual ao seu antecessor burguês e prometeu "paralisar o mecanismo governamental". Defensor feroz de apreensão de casas particulares, Chernyi agitava contra o Estado nas páginas de Anarkhiia, seu periódico anarquista semanal, propondo meios cada vez mais detalhados de produção descentralizada e "a completa ausência de estruturas de poder internas".
Na primavera de 1918, os grupos anarquistas da Federação de Moscou formaram destacamentos armados, em reação à crescente repressão de toda a resistência e liberdade de expressão. Tais grupos ficaram conhecidos como Guardas Negros, precursores do Exército Negro anarquista que lutariam contra os bolcheviques na Guerra Civil Russa. Na noite de 11 de abril, a Cheka  (polícia secreta Soviética) invadiu um edifício ocupado pela Federação de Moscou, com o objetivo oficial de prender e carregar os "bandos de ladrões" nas fileiras anarquistas. Eles foram recebidos com resistência armada pelos Guardas Negros e na batalha que se seguiu, cerca de 40 anarquistas foram mortos ou feridos e cerca de 500 foram presos.

## Prisão e execução
Tendo ajudado a estabelecer um grupo clandestino em 1918, Chernyi juntou-se a outro grupo chamado Anarquistas Clandestinos  no ano seguinte. A organização, que tinha sido fundada por Kazimir Kovalevich e Sobalev Piotr, publicaram duas edições de um incendiário panfleto denunciando a ditadura comunista como a pior tirania da história da humanidade.
Em 25 de setembro de 1919, juntamente com uma série de revolucionários esquerdistas, um grupo de anarquistas bombardeou a sede do Comitê do Partido Comunista de Moscou, durante uma reunião plenária. Doze comunistas foram mortos e outros cinqüenta e cinco ficaram feridos, incluindo o eminente teórico bolchevique e editor do Pravda Nikolai Bukharin. Logo após o atentado, Chernyi foi detido junto com Fanya Baron sob a acusação de falsificação.
Em agosto de 1921, o jornal Izvestia, de Moscou, publicou um relatório oficial que anunciava que dez "bandidos anarquistas", entre eles Chernyi, foram fuzilados sem audiência ou julgamento. No entanto, o historiador anarquista Paul Avrich alega que Chernyi foi executado em setembro do mesmo ano, em vez de agosto. Embora ele não estivesse pessoalmente envolvido no atentado à sede do Partido Comunista, Chernyi era, por causa de sua associação com os Anarquistas Clandestinos, um provável candidato a uma falsa incriminação. Os comunistas recusaram-se a entregar o corpo de Chernyi à sua família para o enterro, e boatos persistiram de que ele de fato haveria morrido por conta de torturas.